# Šumska vlaka
Šumska vlaka, dio šumske infrastrukture namijenjen privlačenju i izvlačenju drvnih sortimenata do puta. Uz nju u tu infrastrukturu pripadaju šumske prometnice i stalne žičare za izvođenje šumarskih radova. Da bi se mreža šumske infrastrukture dobro rasporedila, treba obaviti složen posao o kojem dosta ovise troškovi u procesu proizvodnje šumarstva. Za svaki odsjek predviđen planom doznake revirnik izrađuje pripremni elaborat  za izvođenje radova sječe, izrade i privlačenja drvnih sortimenata. Izrada elaborata počinje prije same doznake. Posao čini potanki pregled sječine (rekognosciranje terena), utvrđivanju načina izvođenja radova (izbor metode rada i organizacije) te shodno tome utvrđivanje vlaka, sječno-izvoznih jedinica i stovarišta. Osoba koja izvodi doznaku izvršava utvrđivanje i obilježavanje sječno-izvoznih jedinica. Na projektiranju i izradi šumskih traktorskih vlaka, poslovi su grupirani u trima skupinama: sječa stabala, vađenje
panjeva i na kraju građevinske radove otkopa i rasprostiranja.